# Pseudopyxis heterophylla
Pseudopyxis heterophylla är en måreväxtart som först beskrevs av Friedrich Anton Wilhelm Miquel, och fick sitt nu gällande namn av Carl Maximowicz. Pseudopyxis heterophylla ingår i släktet Pseudopyxis och familjen måreväxter. Inga underarter finns listade i Catalogue of Life.